# Сорокуш сірий
Сороку́ш сірий (Thamnophilus caerulescens) — вид горобцеподібних птахів родини сорокушових (Thamnophilidae). Мешкає в Південній Америці. Виділяють низку підвидів.

## Опис
Довжина птаха становить 14-16 см, вага 15-24 г. Виду притаманний статевий диморфізм, забарвлення підвидів різниться. Лоб і тім'я самця чорні, решта голови сіра, верхня частина тіла темно-сіре або чорне, на спині біла пляма. Покривні пера крил поцятковані білими плямками, махові пера мають рудувато-коричневі, світло-коричневі або білі края. Хвіст коричневий або чорний, на кінці білий. Нижня частина тіла сіра. Тім'я і верхня частина тіла в самиці оливково-коричневі. Верхні покривні пера хвоста жовтувато-коричневі, покривні пера крил темно-коричневі з білими кінчиками, махові пера крил темно-коричневі з охристими кінчиками, махові пера хвоста темно-коричневі з білими кінчиками. Горло і груди охристо-сірі, решта нижньої частини тіла коричнева. Забарвлення молодих птахів подібне до забарвлення самиць, однак з жовтувато-коричневим відтінком.

## Підвиди
Виділяють вісім підвидів:
- T. c. melanchrous Sclater, PL & Salvin, 1876 — північне, центральне і південне Перу;
- T. c. aspersiventer d'Orbigny & Lafresnaye, 1837 — південно-східне Перу, північно-центральна Болівія;
- T. c. dinellii Berlepsch, 1906 — центральна, південна Болівія, північно-західна Аргентина;
- T. c. paraguayensis Hellmayr, 1904 — південно-східна Болівія, північний Парагвай, південна Бразилія;
- T. c. gilvigaster Pelzeln, 1868 — південно-східна Бразилія, Уругвай, північно-східна Аргентина;
- T. c. caerulescens Vieillot, 1816 — південно-східний Парагвай, південно-східна Бразилія, північно-східна Аргентина;
- T. c. ochraceiventer Snethlage, E, 1928 — південна Бразилія;
- T. c. cearensis (Cory, 1919) —  північно-східна Бразилія.

## Поширення і екологія
Сірі сорокуші широко поширені в східній та південній Бразилії, з окремою популяцією на крайньому сході, в штатах Пернамбуку, Сеара і Алагоас. Від південної Бразилії ареал птаха простягається через Уругвай, Парагвай, північну Аргентину, Болівію, вздовж східних схилів Анд на північ, до перунського регіону Амазонас. Сірі сорокуші мешкають в різноманітних лісових екостистемах, від узлісь вологих тропічних лісів до посушливих лісів. На більшій частині свого ареалу птах мешкає в низовинах, однак в передгір'ях Анд він живе на висоті до 2800 м над рівнем моря.

## Поведінка
Мешкає поодинці або парами в густому підліску. Харчується комахами та іншими безхребетними. На південному сході Бразилії сезон розмноження триває з жовтня по січень. В кладці 2-3 яйця.